# Gustavo Florentín
Gustavo Atilano Florentín Morínigo (ur. 30 czerwca 1978 w Paraguarí) – paragwajski piłkarz występujący na pozycji obrońcy, trener piłkarski.